# Ypsilanti (Michigan)

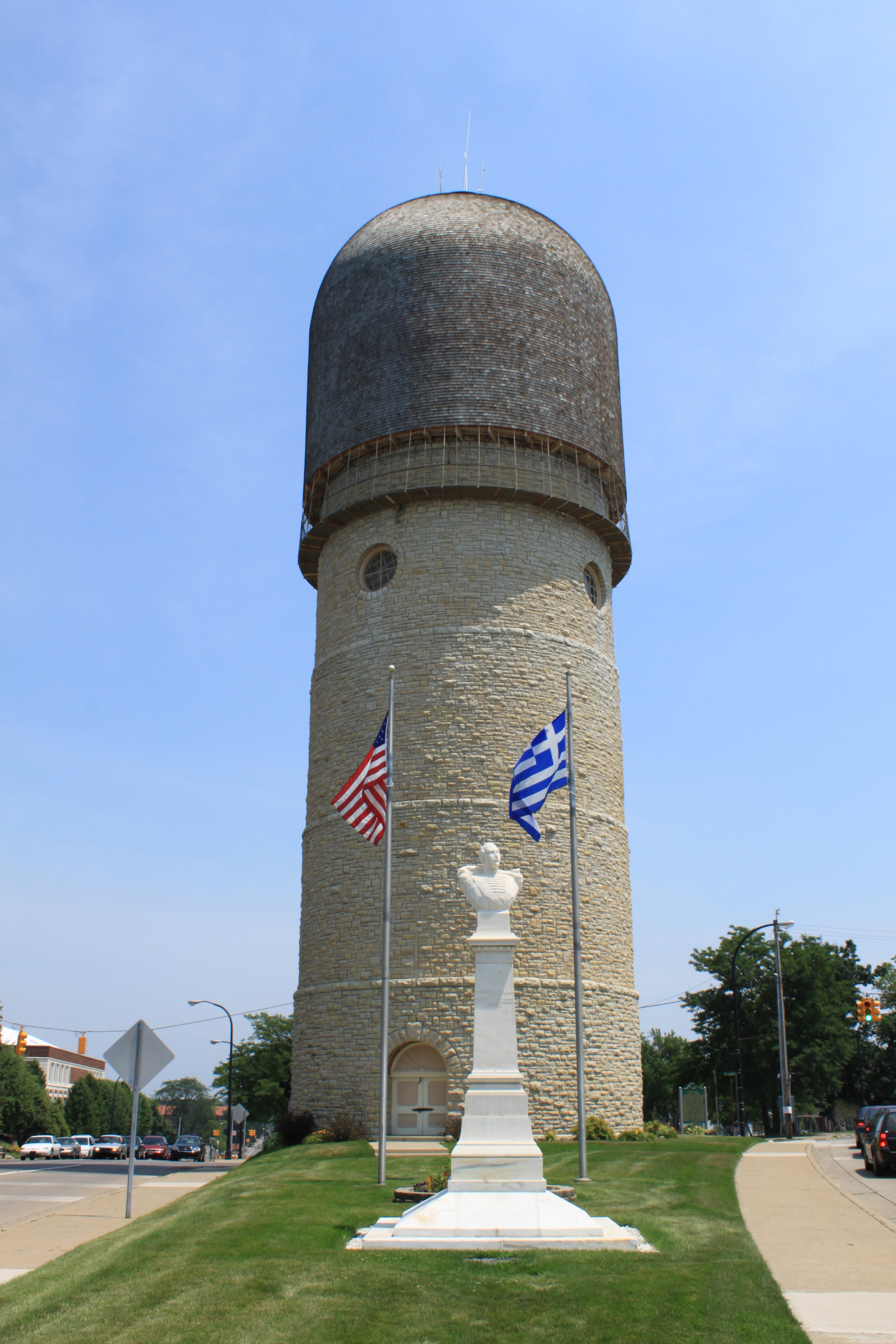
Vodárna v Ypsilanti s bustou Ypsilantiho a americkou a řeckou vlajkou

Ypsilanti je město v americkém státu Michigan, ležící ve Washtenaw County na řece Huron River, které podle sčítání z roku 2010 má 19 435 obyvatel. Bylo založeno v roce 1825 a pojmenováno podle bojovníka ze nezávislost Řecka Demetria Ypsilantiho, v roce 1858 bylo povýšeno na město.
Město bylo jedním z center amerického automobilového průmyslu, vyráběly se zde vozy ACE, Tucker 48 a Kaiser-Frazer. V roce 1995 bylo v Ypsilanti založeno automobilové muzeum. Vznikla zde také firma Domino's Pizza. Památkou na doby konjunktury je historická obchodní čtvrť Depot Town. Ve městě také sídlí veřejná vysoká škola Eastern Michigan University (založena 1849). Partnerským městem je Nafplio.
V Ypsilanti bydlel Winsor McCay, zakladatel amerického komiksu, a hudebník Iggy Pop.
Zdejší dominantou je vodárenská věž z roku 1890, nápadná svým falickým tvarem. Je lidově nazývána Brick Dick a vyhrála celosvětovou soutěž o stavbu, která nejvíc připomíná penis.